# Stéphane Bertin
Pour les articles homonymes, voir Bertin.
Stéphane Bertin est un réalisateur - producteur de télévision français, et adaptateur - metteur en scène pour le théâtre.

## Biographie
(octobre 2014).
Premier assistant et responsable production pour la création de la série ORTF, Maigret avec Jean Richard
(97 films de 90mm sur 23 ans - 1967 - 1990), et Hélène et la joie de vivre de Roussin avec Pierre Dux, Sophie Desmarets, Jacques Dufilho puis D'Artagnan 4 × 90 mm, en 1968, première coproduction européenne de l'ORTF, RAI, Bavaria.
1969  La Mort de Danton de Büchner avec Georges Wilson et Le Voyage en calèche de Giono avec José Maria Flottats.
Conseiller de production 1969 - 1971 pour des productions RAI -ORTF à Rome et ORTF - BBC Londres.
Production et 1er assistant sur Les Rois maudits de Maurice Druon pour Claude Barma de 1971 à 1972, 6 × 120 mm pour ORTF 2e chaîne.
1973 - 1975 création et production, ORTF 1re chaîne de Ouvrez les guillemets pour Bernard Pivot. Participation à la création d'Antenne 2.
Conseiller de programmes d'Antenne 2 auprès de son premier président Marcel Jullian, de 1975 à 1980 pour les séries et les feuilletons.
À ce titre participe notamment en 1977 à la mise en place du Petit Théâtre d'Antenne 2 avec Jean Capin et de Médecin de nuit.
Réalisation et production entre 1986 et 2000 des trois seuls films de recréation théâtrale que fit Laurent Terzieff pour la télévision française.

## Filmographie

### En tant que réalisateur
- 1978 : Madame le juge, épisode « Monsieur Bey », avec Simone Signoret, Anna Karina, Maurice Ronet, Georges Wilson  pour Antenne 2.
- 1979 : Le Petit Théâtre d'Antenne 2, cinq numéros dont Tout un dimanche ensemble, Pierre Doris, Dora Doll, Antenne 2.
- 1979 : Les Enquêtes du commissaire Maigret : Maigret et la dame d'Étretat, avec Simone Valére, Michel Beaune, pour Antenne 2.
- 1979 : Les Enquêtes du commissaire Maigret : Maigret et l'Ambassadeur, d’après Maigret et les vieillards avec Jacques Dumesnil, Annie Ducaux, André Falcon, Odile Versois, Antenne 2.
- 1980 : Les Enquêtes du commissaire Maigret : Maigret en Arizona[1], d’après Maigret chez le Coroner. Tournage aux États-Unis, avec Jean Richard, Jess Hann et 25 comédiens américains, Antenne 2.
- 1980 : Les Amours des années folles, série  Les Solitaires de Myols, 12 × 26 mm, avec Jean-François Poron, Blanchette Brunoy, Antenne 2.
- 1980 : La croix de Berny  , 12 × 26 mm avec Geneviève Fontanel, Gérard Ismaël, Jean Michel Noiret, etc.
- 1981 : Les Amours des années grises, série Agnès de rien, 12 × 26 mm, avec Maurice Barrier, Geneviève Fontanel, etc. Antenne 2
- 1981 : Les Enquêtes du commissaire Maigret : Maigret se trompe, Antenne 2 avec Georges Marchal, Patrick Bruel, Macha Méril, Antenne 2
- 1982 : Les Enquêtes du commissaire Maigret : Le Voleur de Maigret, Antenne 2
- 1982 : Les Enquêtes du commissaire Maigret : Maigret et l'Homme tout seul, Antenne 2
- 1982 : Les Amours des années 50, série Ton pays sera mon pays, de Claude Orcival-Peyrefitte  12 × 26 mm, avec Marcel Cuvelier, Jean Deschamps, Antenne 2
- 1982 : Médecins de nuit, 2 épisodes : la Nuit d'Espagne et Jo Formose, Antenne 2 - Telfrance
- 1983 : Les Amours romantiques, La Croix de Berny de Théophile Gautier  12 × 26, Antenne 2, avec Geneviève Fontanel, Gérard Ismaël                       Jean Michel Noiret, Patrice Laval
- 1983 : Les Enquêtes du commissaire Maigret, L'Ami d'enfance de Maigret, avec Jean-Pierre Darras, Marcel Cuvelier, Henri Genes,
- Jacques Dacquemine , Antenne 2
- 1985 : Le Canon paisible (6 × 52 mm)   TF1 avec Jean-Pierre Darras, Francis Lax, Gérard Hernandez, Maurice Barrier, Pierre Tornade, Jacques Legras, Hubert Deschamps, etc.
- 1986 : Maguy (35 épisodes), création de la série pour Antenne 2 avec Rosy Varte, Jean-Marc Thibault, Marthe Villalonga
- 1986 : La Guérison américaine  de James Saunders, avec Laurent Terzieff, recréation théâtrale en studio. Production France 3
- avec Laurent Terzieff, Pascale de Boysson, Raymond Acquaviva, Francine Walter.
- 1987-88 : Affaire suivante, 125 × 26 mm, accès prime time, avec Jean Lefebvre, Jean-Pierre Foucault, Jacques Mailhot et 150 comédiens pour Antenne 2
- 1988 à 1993 : pour TF1, 156 numéros de 26 mm de Drôle d'Histoire, Mésaventures, Côté Cœur et Passions, avec plus de 350 comédiens dont Charles Berling, Édouard Baer, Jean-Marie Winling, Étienne Bierry, Jean Dautremay, Sylvie Flepp, etc.
- 1987 : Les Aventures de Dorothée : Un AMI (12 × 13 mm, 6 × 26 mm )[2], TF1 première fiction de AB pour TF1
- 1988 : Loft Story (52 × 26 mm), Antenne 2 accès prime time avec Francis Perrin, Élisa Servier, Michèle Moretti, Claire Maurier...
- 1989 : Squatter  TF1 avec Michel ROBIN, François Siener
- 1990 : Le Grand Standing de Neil Simon, recréation théâtrale en studio, création théâtre des Nouveautés avec Jean Lefebvre, France 2.
- 1990 : L'Éternité devant soi, TF1 avec Claude Jade, Bruno Pradal
- 1990 : Les Enquêtes du commissaire Maigret : Maigret à New York, Antenne 2, tournage aux États-Unis avec Raymond Pellegrin, David Brécourt, Jean Desailly et 28 comédiens américains.
- 1991 : L'Annonce, TF1   avec Serge Riaboukine, André Falcon
- 1992 : L'Empereur, TF1 avec Jean Dautremay, Michel Valmer ..
- 1995 : Cluédo, épisodes « La Chute d'une petite reine » et « La Tactique du critique », avec André Férréol, Bernard Menez, France 3, 2 × 90 '
- 1995 : Temps contre temps de  Ronald Harwood, avec Laurent Terzieff, recréation  théâtrale en studio, France 3 , 115 mm
- avec Laurent Terzieff, Pascale de Boysson, Françoise Bertin, Michel Etcheverry, Vincent de Bouard.
- 1995 : Jogging, TF1 avec Francois Siener, Michel Valmer.
- 1996 : Arsenic et vieilles dentelles de Joseph Kesselring, recréation théâtrale en studio, France 3, 115 mm avec Jean Desailly, Simone Valére, Stéphane Hillel, Odile Mallet, Serge Maillat.
- 1996 :   Grève au-dessous de zéro  avec Marcel Cuvelier, Catherine Aymerie, et Le Prix de la vertu  Cécile Muller, Jean-C Bouillaud  TF1
- 1997 : La Sauvageonne, avec Bernard Fresson, Michèle Moretti, Dora Doll, Philippe Laudenbach, Michel Valmer, Frédérique Tirmont , France 3
- 1998 : Le Bonnet du fou  de Luigi Pirandello, avec Laurent Terzieff, recréation théâtrale en studio, France 3, 110 mm
- avec Laurent Terzieff, Madeleine Assas, Pascale de Boysson, Philippe Laudenbach, Isabelle Sadoyan, Gisèle Touret, Olivier Brunhes
- 1999 : Le Mariage forcé de Molière, mise en scène Andrzej Seweryn, recréation  théâtrale en studio pour  la Comédie-Française, France 3 avec
- Gérard Giroudon, Michel Robin, Florence Viala, Christian Blanc, Nicolas Lormeau, Catherine Samie
- 2000 : L'École des maris de Molière, mise en scène Thierry Hancisse,recréation  théâtrale en studio pour la Comédie-Française, France 3 avec Coraly Zahonero, Cécile Brune, Alain Lenglet, Alexandre Pavloff, Jérôme Pouly, Jacques Poix-Terrier, Céline Samie
- 2000 : La Belle Différence (5 × 26 mm)[3], France 5, série théâtrale sur le handicap
- 2003 : Célimare le bien-aimé d'Eugène Labiche avec Michel Le Royer, Jacques Ciron
- 2004 : Le Charlatan de Robert Lamoureux, France 2, recréation théâtrale  avec Michel Roux , Jacques Balutin, Marie France Mignal.

- Théâtre pour la télévision recréation et  conception - réalisation , de trois succès de Laurent Terzieff [4]
- Une trilogie pour France 3, réalisation et conception pour la télévision  tournage en studio France 3 Toulouse et Marseille [4]:

- 1986 : La Guérison américaine de James Saunders avec Pascale de Boysson, Raymond Acquaviva, Francine Walter
- 1995 : Temps contre temps de Ronald Harwood avec Michel Etcheverry, Françoise Bertin, Pascale de Boysson, Vincent de Bouard
- 1998 : Le Bonnet de fou de Luigi Pirandello avec Philippe Laudenbach, Pascale de Boysson, Madeleine Assas, Isabelle Sadoyan

### En tant que producteur
- 1979 : Orient-Express (6 × 52 mm), Antenne 2 et Telfrance ,
- De 1986 à 2000 : producteur  et réalisateur  de trois films avec Laurent Terzieff pour France 3
- De 2004 à 2010 : conseiller technique auprès de sociétés de télévision étrangères, pour les télévisions du Maroc, de Sri-Lanka et du Cap-Vert
- Mise en place et réalisation des deux premières fictions de la télévision capverdienne en langue créole, 2 × 90 mm, Le Mariage forcé de Molière et La Cantatrice chauve de Ionesco, diffusion Cap-Vert et TV 5 Monde -  Afrique